# Aderpas fuscomaculatus
Aderpas fuscomaculatus är en skalbaggsart som beskrevs av Stefan von Breuning 1981. Aderpas fuscomaculatus ingår i släktet Aderpas och familjen långhorningar. Inga underarter finns listade i Catalogue of Life.